# Fotsiforia
Fotsiforia is een geslacht van insecten uit de orde vliesvleugeligen (Hymenoptera) en de familie Ichneumonidae.

## Soorten
- F. assamensis Jonathan, 1980
- F. carinifrons Seyrig, 1952
- F. flavifrons Jonathan, 1980
- F. malabarensis Sudheer, 2004
- F. mysorensis Jonathan, 1980
- F. narendrani Sudheer, 2004
- F. pookadensis Sudheer, 2004
- F. similis Jonathan, 1980
- F. sundrica Jonathan, 1980